# Bebyggelseenhet

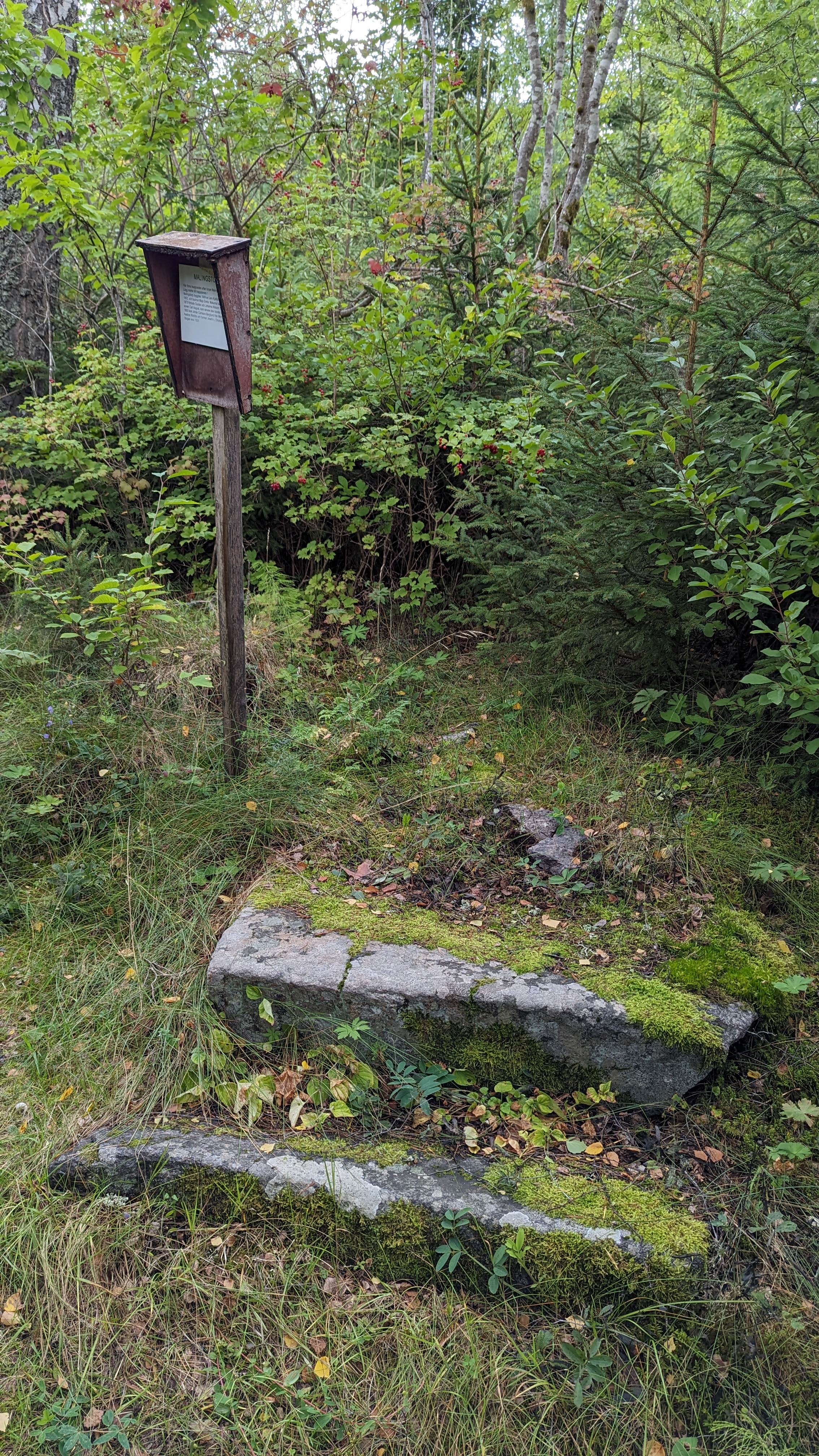
I RAÄs register avser begreppet ofta lämningar efter torpbebyggelse

Bebyggelseenhet (en "enhet" av bebyggelse) avser en eller flera byggnader och andra anläggningar som i något sammanhang bildar en enhet.
Begreppet har använts lite olika av olika institutioner
- Enigt Riksarkivet i Sverige[1] består en bebyggelseenhet av "alla byar och ensamgårdar som har en geometrisk karta från 1630-1655". Möjligen innebär det ett visst geografiskt område med ett antal byar (0-1-flera) och ensamgårdar (0-flera).
- Enligt Luleå kommun[2] kan bebyggelseenheter utgöras av i centrum en samling av kvarter, i övriga stadsdelar områden med likartade struktur eller som på något annat sätt naturligt bildar en enhet, samt på landsbygden tätorterna och småorterna.
- Enligt Riksantikvarieämbetet[3] kan, lämningar efter mindre bebyggelseenhet (jordbruksenhet) som inte skattlagts (där lämningarna kan bestå av husgrunder, kulturlager eller andra anläggningar), benämnas lägenhetsbebyggelse (eventuellt även lägenhet).

Därtill förekommer icke direkt kulturgeografisk användning av begreppet såsom Kalmar läns museums bebyggelseenhet.